# Sylvia Perossio
Silvia Perossio Esteves (Montevideo, 10 de gener de 1961) és una arquitecta i docent uruguaiana, coautora del Memorial de l'Holocaust del Poble Jueu situat a la ciutat de Montevideo, declarat monument històric nacional.

## Trajectòria professional
El 1989 va graduar com a arquitecta de la Facultat d'Arquitectura de la Universitat de la República. El 1999 va obtenir un títol de mestratge en Edificis Intel·ligents i Arquitectura Bioclimàtica, a la Universitat Politècnica de Madrid. A més d'exercir la professió de forma independent a Uruguai, és docent de la Facultat d'Arquitectura als Tallers de Sommer, Sprechman, Otero i Perdomo.

## Memorial a l'Holocaust del Poble Jueu

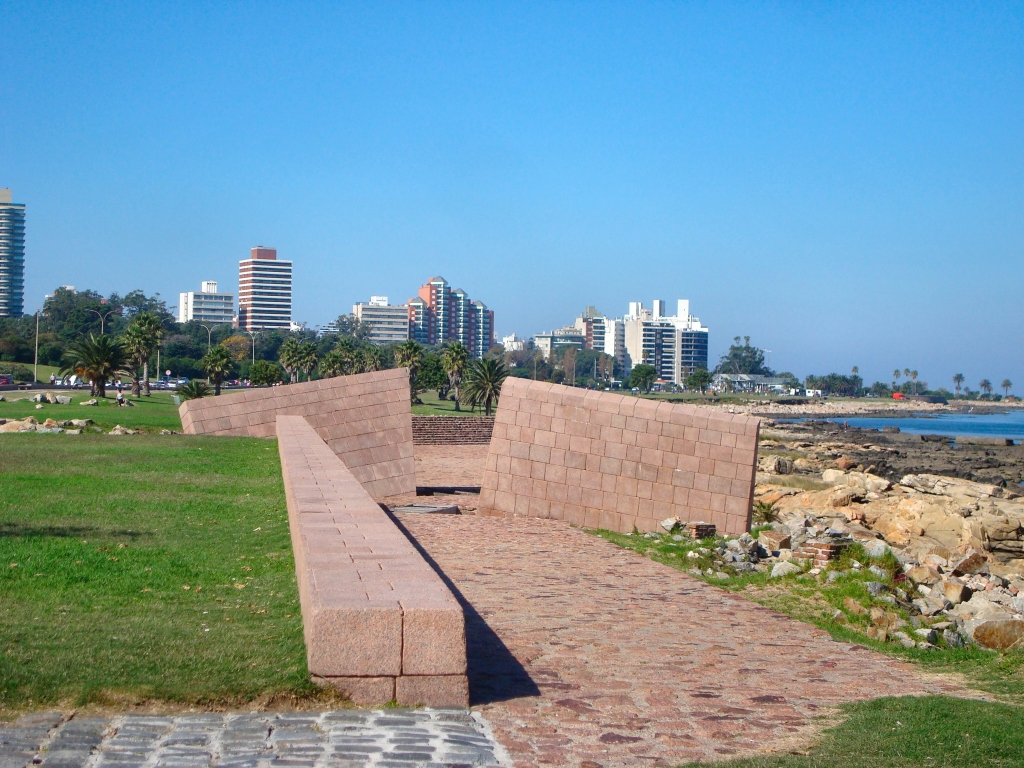
Memorial Jueu a Montevideo

El 1994, al costat dels arquitectes Gastón Boero i Fernando Fabiano obté el Premi del Concurs del Memorial a l'Holocaust del Poble Jueu, situat a la rambla del Parque Rodó de Montevideo. Aquesta obra va ser declarada Monument Històric Nacional i seleccionada en la Biennal Mundial d'Arquitectura 1995 per representar Uruguai. A més, va ser exposada a la Biennal de Xile i al Museu d'Art Modern de Nova York, on va ser seleccionada entre les millors obres llatinoamericanes per la Fundació Mies Van der Rohe de Barcelona el 1998.